# Campeonato Mundial de Baloncesto Femenino Sub-17 de 2014
El III Campeonato Mundial de Baloncesto Femenino Sub-17 se celebró en la República Checa entre el 28 de junio y el 6 de julio de 2014 bajo la organización de la Federación Internacional de Baloncesto y la Federación Checa de Baloncesto.
Un total de dieciséis selecciones nacionales de cinco confederaciones continentales compitieron por el título de campeón mundial, cuyo portador anterior era el equipo de Estados Unidos, vencedor del Mundial de 2012.
La selección de Estados Unidos se adjudicó la medalla de oro por tercera vez consecutiva al derrotar en la final a España con un marcador de 77-75, mientras que Hungría consiguió la medalla de bronce al vencer al equipo anfitrión 67-61.

## Clasificados
| Competición                                      | Fecha                      | Sede                | Plazas | Clasificados                                  |
| ------------------------------------------------ | -------------------------- | ------------------- | ------ | --------------------------------------------- |
| País anfitrión                                   | —                          | —                   | 1      | Eslovaquia                                    |
| Campeonato FIBA Europa Femenino Sub-16 de 2013   | 1-11 de agosto de 2013     | Albena              | 5      | España República Checa Hungría Italia Francia |
| Campeonato FIBA Américas Femenino Sub-16 de 2013 | 19-23 de junio de 2013     | Cancún              | 4      | Estados Unidos Canadá Brasil México           |
| Campeonato FIBA África Femenino Sub-16 de 2013   | 5-12 de octubre de 2013    | Maputo              | 2      | Malí Egipto                                   |
| Campeonato FIBA Asia Femenino Sub-16 de 2013     | 23-30 de noviembre de 2013 | Colombo             | 3      | China Japón Corea del Sur                     |
| Campeonato FIBA Oceanía Femenino Sub-16 de 2013  | 14-18 de agosto de 2013    | Auckland y Canberra | 1      | Australia                                     |
| TOTAL                                            |                            |                     | 16     |                                               |

## Organización

### Sedes
| Klatovy               | Plzeň            | Klatovy Plzeň |
| Zimní stadion Klatovy | Aréna Slovany    | Klatovy Plzeň |
| Capacidad: 3 250      | Capacidad: 7 500 | Klatovy Plzeň |
|                       |                  | Klatovy Plzeň |

## Fase de grupos
Todos los horarios corresponden al huso horario local (GMT+2)

### Sistema de competencia
Fase de grupos
Los 16 equipos participantes están divididos en 4 grupos (A, B, C, y D) compuestos por 4 equipos cada uno de ellos. Cada equipo jugará contra el resto de equipos de su propio grupo (un total de 3 partidos para cada equipo).
Fase Final
Todos los equipos se clasifican para la ronda de octavos de final, en la cual se enfrentarán de forma cruzada entre los Grupos A, B, C y D (A1 - B4, A2 - B3, etc.). Los ganadores de octavos de final avanzan a la ronda de cuartos de final, mientras que los no clasificados pasarán a jugar los partidos de clasificación para las posiciones entre 9-16.

### Grupo A
|   | Equipo          | Pts | PG | PP | PF  | PC  | Dif |
| - | --------------- | --- | -- | -- | --- | --- | --- |
| 1 | Hungría         | 6   | 3  | 0  | 237 | 226 | 11  |
| 2 | República Checa | 5   | 2  | 1  | 217 | 201 | 16  |
| 3 | Canadá          | 4   | 1  | 2  | 203 | 194 | 9   |
| 4 | Corea del Sur   | 3   | 0  | 3  | 166 | 202 | −36 |

| 28 de junio | República Checa                                                          | 61–51                                 | Corea del Sur                                          | Klatovy |  |
| 18:00       | Parciales: 11-14, 15-11, 13-11, 22-15                                    | Parciales: 11-14, 15-11, 13-11, 22-15 | Parciales: 11-14, 15-11, 13-11, 22-15                  | |  |
|             | Estadísticas Reisingerová 21 Reisingerová 14 Malečková 6 Reisingerová 28 | Reporte Pts Reb Asts Val              | Estadísticas 22 J. Park 9 J. Park 4 J. Park 29 J. Park | Pabellón: Zimní stadion Klatovy Árbitros: Petros Papapetrou Hortencia del Socorro Sánchez Carrizales Sarty Nghixulifwa |  |

| 28 de junio | Canadá                                                             | 73–76 (Pr.)                                       | Hungría                                           | Klatovy                                                                                       |  |
| 20:15       | Parciales: 11-20, 16-12, 21-18, 16-14 (T.E.: 9-12                  | Parciales: 11-20, 16-12, 21-18, 16-14 (T.E.: 9-12 | Parciales: 11-20, 16-12, 21-18, 16-14 (T.E.: 9-12 |                                                                                               |  |
|             | Estadísticas Carleton 20 Carleton 8 Bailey, Carleton 3 Carleton 24 | Reporte Pts Reb Asts Val                          | Estadísticas 18 Dubei 11 Kiss 4 Studer 24 Kiss    | Pabellón: Zimní stadion Klatovy Árbitros: Milosav Kaluđerović Kate Unsworth Christian Wilmore |  |

| 29 de junio | Hungría                                            | 88 (Pr.)–85                                       | República Checa                                                          | Klatovy                                                                          |  |
| 18:00       | Parciales: 26-20, 21-22, 14-12, 15-22 (T.E.: 12-9  | Parciales: 26-20, 21-22, 14-12, 15-22 (T.E.: 12-9 | Parciales: 26-20, 21-22, 14-12, 15-22 (T.E.: 12-9                        |                                                                                  |  |
|             | Estadísticas Dubei 27 Kuttor 7 Weninger 3 Dubei 23 | Reporte Pts Reb Asts Val                          | Estadísticas 28 Reisingerová 16 Reisingerová 7 Malečková 30 Reisingerová | Pabellón: Zimní stadion Klatovy Árbitros: Tiara Cruse Nan Ye Milosav Kaluđerović |  |

| 29 de junio | Corea del Sur                                         | 47–68                                | Canadá                                                        | Klatovy                                                                             |  |
| 20:15       | Parciales: 5-22, 11-15, 20-14, 11-17                  | Parciales: 5-22, 11-15, 20-14, 11-17 | Parciales: 5-22, 11-15, 20-14, 11-17                          |                                                                                     |  |
|             | Estadísticas J. Kim 11 J. Park 15 J. Lee 4 J. Park 15 | Reporte Pts Reb Asts Val             | Estadísticas 14 Carleton 8 Chandler 6 Kirkpatrick 19 Carleton | Pabellón: Zimní stadion Klatovy Árbitros: Borys Shulga Alice Lei Aliaksandr Syrytsa |  |

| 1 de julio | República Checa                                                           | 71–62                                 | Canadá                                                        | Klatovy                                                                                    |  |
| 18:00      | Parciales: 23-14, 15-17, 14-15, 19-16                                     | Parciales: 23-14, 15-17, 14-15, 19-16 | Parciales: 23-14, 15-17, 14-15, 19-16                         |                                                                                            |  |
|            | Estadísticas Reisingerováa 27 Reisingerová 15 Malečková 4 Reisingerová 28 | Reporte Pts Reb Asts Val              | Estadísticas 21 Carleton 6 Carleton 4 Carleton 24 van Leeuwen | Pabellón: Zimní stadion Klatovy Árbitros: Borys Shulga Petros Papapetrou Christian Wilmore |  |

| 1 de julio | Hungría                                               | 73–68                               | Corea del Sur                                         | Klatovy |  |
| 20:15      | Parciales: 24-9, 18-8, 19-30, 12-21                   | Parciales: 24-9, 18-8, 19-30, 12-21 | Parciales: 24-9, 18-8, 19-30, 12-21                   | |  |
|            | Estadísticas Kuttor 14 Kuttor 19 Weninger 5 Kuttor 25 | Reporte Pts Reb Asts Val            | Estadísticas 25 J. Park 6 J. Park 11 H. An 31 J. Park | Pabellón: Zimní stadion Klatovy Árbitros: Hortencia del Socorro Sánchez Carrizales Zdenko Zubak Kate Unsworth |  |

### Grupo B
|   | Equipo | Pts | PG | PP | PF  | PC  | Dif |
| - | ------ | --- | -- | -- | --- | --- | --- |
| 1 | España | 6   | 3  | 0  | 231 | 145 | 86  |
| 2 | Brasil | 5   | 2  | 1  | 193 | 153 | 40  |
| 3 | Italia | 4   | 1  | 2  | 137 | 173 | −36 |
| 4 | Egipto | 3   | 0  | 3  | 149 | 239 | −90 |

| 28 de junio | Brasil                                                               | 87–47                                | Egipto                                                 | Klatovy                                                                             |  |
| 13:30       | Parciales: 17-7, 17-10, 27-17, 26-13                                 | Parciales: 17-7, 17-10, 27-17, 26-13 | Parciales: 17-7, 17-10, 27-17, 26-13                   |                                                                                     |  |
|             | Estadísticas Carneiro 16 de Moura 7 de Carvalho 6 Carneiro, Motta 15 | Reporte Pts Reb Asts Val             | Estadísticas 14 Mohamed 5 Mohamed 2 Mohamed 20 Mohamed | Pabellón: Zimní stadion Klatovy Árbitros: Aliaksandr Syrytsa Alice Lei Zdenko Zubak |  |

| 28 de junio | España                                                                   | 71–39                               | Italia                                                     | Klatovy                                                                   |  |
| 15:45       | Parciales: 25-8, 12-10, 21-8, 13-13                                      | Parciales: 25-8, 12-10, 21-8, 13-13 | Parciales: 25-8, 12-10, 21-8, 13-13                        |                                                                           |  |
|             | Estadísticas Salvadores 18 Muhate, I. López 8 Salvadores 3 Salvadores 21 | Reporte Pts Reb Asts Val            | Estadísticas 12 Ciavarella 7 Cubaj 2 Zecchin 10 Ciavarella | Pabellón: Zimní stadion Klatovy Árbitros: Borys Shulga Tiara Cruse Nan Ye |  |

| 29 de junio | Italia                                                  | 33–54                              | Brasil                                                        | Klatovy |  |
| 13:30       | Parciales: 3-4, 2-15, 10-15, 18-20                      | Parciales: 3-4, 2-15, 10-15, 18-20 | Parciales: 3-4, 2-15, 10-15, 18-20                            | |  |
|             | Estadísticas Policari 14 Porcu 6 Santucci 3 Policari 12 | Reporte Pts Reb Asts Val           | Estadísticas 14 de Moura 8 Josefino 2 Alexandrino 17 de Moura | Pabellón: Zimní stadion Klatovy Árbitros: Petros Papapetrou Zdenko Zubak Hortencia del Socorro Sánchez Carrizales |  |

| 29 de junio | Egipto                                              | 54–87                                | España                                                               | Klatovy                                                                                     |  |
| 15:45       | Parciales: 9-19, 13-23, 17-27, 15-18                | Parciales: 9-19, 13-23, 17-27, 15-18 | Parciales: 9-19, 13-23, 17-27, 15-18                                 |                                                                                             |  |
|             | Estadísticas Selaawi 14 Mohamed 6 Nady 3 Selaawi 18 | Reporte Pts Reb Asts Val             | Estadísticas 15 Raventos, Junio 5 Conde 4 Cazorla, Junio 25 Raventos | Pabellón: Zimní stadion Klatovy Árbitros: Sarty Nghixulifwa Kate Unsworth Christian Wilmore |  |

| 1 de julio | Brasil                                                                  | 52–73                                 | España                                                             | Klatovy                                                                                |  |
| 13:30      | Parciales: 15-22, 12-17, 15-17, 10-17                                   | Parciales: 15-22, 12-17, 15-17, 10-17 | Parciales: 15-22, 12-17, 15-17, 10-17                              |                                                                                        |  |
|            | Estadísticas de Moura 13 Alexandrino, de Moura 6 da Silva 3 de Moura 12 | Reporte Pts Reb Asts Val              | Estadísticas 18 Salvadores 9 Salvadores 5 Salvadores 27 Salvadores | Pabellón: Zimní stadion Klatovy Árbitros: Nan Ye Milosav Kaluđerović Sarty Nghixulifwa |  |

| 1 de julio | Italia                                                               | 65–48                                | Egipto                                              | Klatovy                                                                            |  |
| 15:45      | Parciales: 14-7, 20-15, 11-12, 20-14                                 | Parciales: 14-7, 20-15, 11-12, 20-14 | Parciales: 14-7, 20-15, 11-12, 20-14                |                                                                                    |  |
|            | Estadísticas Santucci 14 Keys, Cubaj 8 Santucci 5 Santucci, Cubaj 16 | Reporte Pts Reb Asts Val             | Estadísticas 11 Talaat 20 Talaat 3 Talaat 19 Talaat | Pabellón: Zimní stadion Klatovy Árbitros: Tiara Cruse Alice Lei Aliaksandr Syrytsa |  |

### Grupo C
|   | Equipo     | Pts | PG | PP | PF  | PC  | Dif |
| - | ---------- | --- | -- | -- | --- | --- | --- |
| 1 | Australia  | 6   | 3  | 0  | 176 | 139 | 37  |
| 2 | Japón      | 5   | 2  | 1  | 160 | 137 | 23  |
| 3 | Eslovaquia | 4   | 1  | 2  | 152 | 143 | 9   |
| 4 | México     | 3   | 0  | 3  | 114 | 183 | −69 |

| 28 de junio | Australia                                          | 54–46                              | Japón                                         | Pilsen                                                                                |  |
| 13:30       | Parciales: 10-10, 17-9, 8-8, 19-19                 | Parciales: 10-10, 17-9, 8-8, 19-19 | Parciales: 10-10, 17-9, 8-8, 19-19            |                                                                                       |  |
|             | Estadísticas Pineau 23 Maley 16 Tupaea 6 Pineau 38 | Reporte Pts Reb Asts Val           | Estadísticas 13 Endo 14 Waki 4 Mizuno 10 Endo | Pabellón: Aréna Slovany Árbitros: Markos Elias Michaelides Gentian Cici Viola Györgyi |  |

| 28 de junio | México                                                    | 36–54                              | Eslovaquia                                                              | Pilsen                                                                         |  |
| 15:45       | Parciales: 5-12, 6-8, 10-17, 15-17                        | Parciales: 5-12, 6-8, 10-17, 15-17 | Parciales: 5-12, 6-8, 10-17, 15-17                                      |                                                                                |  |
|             | Estadísticas Rivera 10 Pérez, Huidobro 6 Pérez 2 Rivera 6 | Reporte Pts Reb Asts Val           | Estadísticas 12 Stašová 10 Striesová 3 Remenarová, Stašová 17 Striesová | Pabellón: Aréna Slovany Árbitros: Juan Fernández Ahmed Al Bulushi David Romano |  |

| 29 de junio | Eslovaquia                                                             | 51–58                                | Australia                                             | Pilsen                                                                               |  |
| 13:30       | Parciales: 12-19, 16-14, 13-7, 10-18                                   | Parciales: 12-19, 16-14, 13-7, 10-18 | Parciales: 12-19, 16-14, 13-7, 10-18                  |                                                                                      |  |
|             | Estadísticas Stašová 17 Sedlaková 6 Remenarová, Horvátová 3 Stašová 13 | Reporte Pts Reb Asts Val             | Estadísticas 17 Forcadilla 20 Maley 5 Tupaea 28 Maley | Pabellón: Aréna Slovany Árbitros: Judith Hodelin Mendoza Hamid Mohamed Viola Györgyi |  |

| 29 de junio | Japón                                                      | 65–36                                | México                                                         | Pilsen                                                                      |  |
| 15:45       | Parciales: 17-12, 13-10, 24-10, 11-4                       | Parciales: 17-12, 13-10, 24-10, 11-4 | Parciales: 17-12, 13-10, 24-10, 11-4                           |                                                                             |  |
|             | Estadísticas Mizuno, Nishioka 11 Mizuno 7 Endo 5 Mizuno 16 | Reporte Pts Reb Asts Val             | Estadísticas 8 Rivera 7 Huidobro 1 cuatro jugadoras 7 Huidobro | Pabellón: Aréna Slovany Árbitros: Susana Gómez Andreia Silva Timoci Sailada |  |

| 1 de julio | Australia                                                 | 64–42                                | México                                                      | Pilsen                                                                              |  |
| 13:30      | Parciales: 12-15, 15-10, 19-11, 18-6                      | Parciales: 12-15, 15-10, 19-11, 18-6 | Parciales: 12-15, 15-10, 19-11, 18-6                        |                                                                                     |  |
|            | Estadísticas Kennedy-Hopoate 10 Maley 11 Sharp 3 Sharp 14 | Reporte Pts Reb Asts Val             | Estadísticas 11 Rodríguez 4 Ortiz 2 V. Mazzocco 7 del Campo | Pabellón: Aréna Slovany Árbitros: David Romano Hamid Mohamed Judith Hodelin Mendoza |  |

| 1 de julio | Eslovaquia                                                                   | 47–49                                | Japón                                                             | Pilsen                                                                      |  |
| 15:45      | Parciales: 10-10, 14-11, 7-17, 16-11                                         | Parciales: 10-10, 14-11, 7-17, 16-11 | Parciales: 10-10, 14-11, 7-17, 16-11                              |                                                                             |  |
|            | Estadísticas Remenarová 13 Striesová 7 Sedlaková, Kováčiková 2 Remenarová 10 | Reporte Pts Reb Asts Val             | Estadísticas 11 Nishioka 10 Nakada 1 cuatro jugadoras 14 Nishioka | Pabellón: Aréna Slovany Árbitros: Maripier Malo Gentian Cici Juan Fernández |  |

### Grupo D
|   | Equipo         | Pts | PG | PP | PF  | PC  | Dif  |
| - | -------------- | --- | -- | -- | --- | --- | ---- |
| 1 | Estados Unidos | 6   | 3  | 0  | 235 | 103 | 132  |
| 2 | Francia        | 5   | 2  | 1  | 181 | 175 | 6    |
| 3 | China          | 4   | 1  | 2  | 145 | 177 | −32  |
| 4 | Malí           | 3   | 0  | 3  | 100 | 206 | −106 |

| 28 de junio | Estados Unidos                                       | 69–41                               | China                                                                        | Pilsen                                                                      |  |
| 18:00       | Parciales: 12-4, 14-15, 25-13, 18-9                  | Parciales: 12-4, 14-15, 25-13, 18-9 | Parciales: 12-4, 14-15, 25-13, 18-9                                          |                                                                             |  |
|             | Estadísticas Samuelson 22 Cox 12 Ionescu 5 Anigwe 21 | Reporte Pts Reb Asts Val            | Estadísticas 10 H. Wang, Z. Wang 6 Z. Wang 5 H. Wang 6 H. Wang, Jia, Z. Wang | Pabellón: Aréna Slovany Árbitros: Susana Gómez Maripier Malo Timoci Sailada |  |

| 28 de junio | Malí                                                                                     | 45–66                              | Francia                                                             | Pilsen                                                                               |  |
| 20:15       | Parciales: 8-20, 10-8, 7-27, 20-11                                                       | Parciales: 8-20, 10-8, 7-27, 20-11 | Parciales: 8-20, 10-8, 7-27, 20-11                                  |                                                                                      |  |
|             | Estadísticas A. Coulibaly 13 M. Coulibaly 7 N'Diaye 3 N'Diaye, M. Traoré, A. Coulibaly 6 | Reporte Pts Reb Asts Val           | Estadísticas 18 Cammas 10 Djaldi-Tabdi 3 cuatro jugadoras 21 Cammas | Pabellón: Aréna Slovany Árbitros: Judith Hodelin Mendoza Hamid Mohamed Andreia Silva |  |

| 29 de junio | Francia                                              | 40–88                                | Estados Unidos                                    | Pilsen                                                                                 |  |
| 18:00       | Parciales: 11-24, 13-17, 15-21, 1-26                 | Parciales: 11-24, 13-17, 15-21, 1-26 | Parciales: 11-24, 13-17, 15-21, 1-26              |                                                                                        |  |
|             | Estadísticas Chartereau 13 Tadic 6 Duchet 3 Tadic 14 | Reporte Pts Reb Asts Val             | Estadísticas 17 Samuelson 8 Cox 4 Durr 19 Ionescu | Pabellón: Aréna Slovany Árbitros: Markos Elias Michaelides Gentian Cici Juan Fernández |  |

| 29 de junio | China                                                         | 62–33                              | Malí                                                                                  | Pilsen                                                                        |  |
| 20:15       | Parciales: 8-5, 15-7, 23-11, 16-10                            | Parciales: 8-5, 15-7, 23-11, 16-10 | Parciales: 8-5, 15-7, 23-11, 16-10                                                    |                                                                               |  |
|             | Estadísticas H. Wang 22 L. Zhang, Dilana 9 Dilana 5 Dilana 32 | Reporte Pts Reb Asts Val           | Estadísticas 11 N'Diaye 7 M. Coulibaly 2 Maiga, O. Dembele 6 O. Dembele, A. Coulibaly | Pabellón: Aréna Slovany Árbitros: Maripier Malo Ahmed Al-Bulushi David Romano |  |

| 1 de julio | Estados Unidos                                    | 78–22                             | Malí                                                                  | Pilsen                                                                                  |  |
| 18:00      | Parciales: 29-6, 21-4, 16-3, 12-9                 | Parciales: 29-6, 21-4, 16-3, 12-9 | Parciales: 29-6, 21-4, 16-3, 12-9                                     |                                                                                         |  |
|            | Estadísticas Durr 15 Boykin 13 Boykin 5 Boykin 25 | Reporte Pts Reb Asts Val          | Estadísticas 9 M. Coulibaly 8 M. Coulibaly 3 S. Traoré 9 M. Coulibaly | Pabellón: Aréna Slovany Árbitros: Markos Elias Michaelides Viola Györgyi Timoci Sailada |  |

| 1 de julio | Francia                                                      | 75–42                                | China                                                       | Pilsen                                                                        |  |
| 20:15      | Parciales: 23-11, 20-12, 17-8, 15-11                         | Parciales: 23-11, 20-12, 17-8, 15-11 | Parciales: 23-11, 20-12, 17-8, 15-11                        |                                                                               |  |
|            | Estadísticas Berkani 19 Bienvenu 7 Djaldi-Tabdi 3 Berkani 23 | Reporte Pts Reb Asts Val             | Estadísticas 10 Z. Wang 4 Ha, L. Zhang 3 Dilana 10 L. Zhang | Pabellón: Aréna Slovany Árbitros: Susana Gómez Ahmed Al-Bulushi Andreia Silva |  |

## Cuadro final
Todos los horarios corresponden al huso horario local (GMT+2)
|  | Octavos de final | Octavos de final |                |                 | Cuartos de final | Cuartos de final |  |                 | Semifinales | Semifinales |         |                | Final           | Final      |  |
|  | 2 de julio       | 2 de julio       |                |                 | 4 de julio       | 4 de julio       |  |                 | 5 de julio  | 5 de julio  |         |                | 6 de julio      | 6 de julio |  |
|  |                  |                  |                |                 |                  |                  |  |                 |             |             |         |                |                 |            |  |
|  |                  |                  |                |                 |                  |                  |  |                 |             |             |         |                |                 |            |  |
|  | Hungría          | 100              |                |                 |                  |                  |  |                 |             |             |         |                |                 |            |  |
|  | Hungría          | 100              |                |                 |                  |                  |  |                 |             |             |         |                |                 |            |  |
|  | Egipto           | 47               |                |                 |                  |                  |  |                 |             |             |         |                |                 |            |  |
|  | Egipto           | 47               |                | Hungría         | 61               |                  |  |                 |             |             |         |                |                 |            |  |
|  |                  |                  |                | Hungría         | 61               |                  |  |                 |             |             |         |                |                 |            |  |
|  |                  |                  | Japón          | 51              |                  |                  |  |                 |             |             |         |                |                 |            |  |
|  | Japón            | 69               | Japón          | 51              |                  |                  |  |                 |             |             |         |                |                 |            |  |
|  | Japón            | 69               |                |                 |                  |                  |  |                 |             |             |         |                |                 |            |  |
|  | China            | 44               |                |                 |                  |                  |  |                 |             |             |         |                |                 |            |  |
|  | China            | 44               |                |                 |                  |                  |  | Hungría         | 63          |             |         |                |                 |            |  |
|  |                  |                  |                |                 |                  |                  |  | Hungría         | 63          |             |         |                |                 |            |  |
|  |                  |                  | Estados Unidos | 91              |                  |                  |  |                 |             |             |         |                |                 |            |  |
|  | Canadá           | 52               | Estados Unidos | 91              |                  |                  |  |                 |             |             |         |                |                 |            |  |
|  | Canadá           | 52               |                |                 |                  |                  |  |                 |             |             |         |                |                 |            |  |
|  | Brasil           | 40               |                |                 |                  |                  |  |                 |             |             |         |                |                 |            |  |
|  | Brasil           | 40               |                | Canadá          | 45               |                  |  |                 |             |             |         |                |                 |            |  |
|  |                  |                  |                | Canadá          | 45               |                  |  |                 |             |             |         |                |                 |            |  |
|  |                  |                  | Estados Unidos | 86              |                  |                  |  |                 |             |             |         |                |                 |            |  |
|  | México           | 35               | Estados Unidos | 86              |                  |                  |  |                 |             |             |         |                |                 |            |  |
|  | México           | 35               |                |                 |                  |                  |  |                 |             |             |         |                |                 |            |  |
|  | Estados Unidos   | 91               |                |                 |                  |                  |  |                 |             |             |         |                |                 |            |  |
|  | Estados Unidos   | 91               |                |                 |                  |                  |  |                 |             |             |         | Estados Unidos | 77              |            |  |
|  |                  |                  |                |                 |                  |                  |  |                 |             |             |         | Estados Unidos | 77              |            |  |
|  |                  |                  | España         | 75              |                  |                  |  |                 |             |             |         |                |                 |            |  |
|  | República Checa  | 61               | España         | 75              |                  |                  |  |                 |             |             |         |                |                 |            |  |
|  | República Checa  | 61               |                |                 |                  |                  |  |                 |             |             |         |                |                 |            |  |
|  | Italia           | 57               |                |                 |                  |                  |  |                 |             |             |         |                |                 |            |  |
|  | Italia           | 57               |                | República Checa | 61               |                  |  |                 |             |             |         |                |                 |            |  |
|  |                  |                  |                | República Checa | 61               |                  |  |                 |             |             |         |                |                 |            |  |
|  |                  |                  | Australia      | 50              |                  |                  |  |                 |             |             |         |                |                 |            |  |
|  | Australia        | 72               | Australia      | 50              |                  |                  |  |                 |             |             |         |                |                 |            |  |
|  | Australia        | 72               |                |                 |                  |                  |  |                 |             |             |         |                |                 |            |  |
|  | Malí             | 34               |                |                 |                  |                  |  |                 |             |             |         |                |                 |            |  |
|  | Malí             | 34               |                |                 |                  |                  |  | República Checa | 41          |             |         |                |                 |            |  |
|  |                  |                  |                |                 |                  |                  |  | República Checa | 41          |             |         |                |                 |            |  |
|  |                  |                  | España         | 73              |                  |                  |  |                 |             |             |         |                |                 |            |  |
|  | Corea del Sur    | 51               | España         | 73              |                  |                  |  |                 |             |             |         |                |                 |            |  |
|  | Corea del Sur    | 51               |                |                 |                  |                  |  |                 |             |             |         |                |                 |            |  |
|  | España           | 80               |                |                 |                  |                  |  |                 |             |             |         |                |                 |            |  |
|  | España           | 80               |                | España          | 73               |                  |  |                 |             |             |         | Tercer lugar   | Tercer lugar    |            |  |
|  |                  |                  |                | España          | 73               |                  |  |                 |             |             |         | Tercer lugar   | Tercer lugar    |            |  |
|  |                  |                  | Francia        | 54              |                  |                  |  |                 |             |             |         |                |                 |            |  |
|  | Eslovaquia       | 42               | Francia        | 54              |                  |                  |  |                 |             |             | Hungría | 67             |                 |            |  |
|  | Eslovaquia       | 42               |                |                 |                  |                  |  |                 |             |             | Hungría | 67             |                 |            |  |
|  | Francia          | 47               |                |                 |                  |                  |  |                 |             |             |         |                | República Checa | 61         |  |
|  | Francia          | 47               |                |                 |                  |                  |  |                 |             |             |         |                | República Checa | 61         |  |
|  |                  |                  |                |                 |                  |                  |  |                 |             |             |         |                |                 |            |  |

### Octavos de final
| 2 de julio | Canadá                                                        | 52–40                              | Brasil                                                     | Klatovy |  |
| 13:30      | Parciales: 13-13, 8-9, 12-12, 19-6                            | Parciales: 13-13, 8-9, 12-12, 19-6 | Parciales: 13-13, 8-9, 12-12, 19-6                         | |  |
|            | Estadísticas Carleton 19 Yearwood 8 Kirkpatrick 4 Carleton 25 | Reporte Pts Reb Asts Val           | Estadísticas 13 de Moura 7 de Moura 4 da Silva 12 da Silva | Pabellón: Zimní stadion Klatovy Árbitros: Petros Papapetrou Aliaksandr Syrytsa Hortencia del Socorro Sánchez Carrizales |  |

| 2 de julio | Australia                                                                 | 72–34                              | Malí                                                                             | Plzeň                             |  |
| 13:30      | Parciales: 11-8, 19-7, 23-8, 19-11                                        | Parciales: 11-8, 19-7, 23-8, 19-11 | Parciales: 11-8, 19-7, 23-8, 19-11                                               |                                   |  |
|            | Estadísticas B. Kennedy-Hopoate 13 Pineau 9 Sharp, Forcadilla 3 Pineau 16 | Reporte Pts Reb Asts Val           | Estadísticas 15 N'Diaye 9 M. Coulibaly 1 N'Diaye, Maiga, Gadiaka 11 M. Coulibaly | Pabellón: Aréna Slovany Árbitros: |  |

| 2 de julio | Hungría                                         | 100–47                                | Egipto                                                            | Klatovy                                                                         |  |
| 15:45      | Parciales: 27-11, 22-10, 27-15, 24-11           | Parciales: 27-11, 22-10, 27-15, 24-11 | Parciales: 27-11, 22-10, 27-15, 24-11                             |                                                                                 |  |
|            | Estadísticas Dubei 18 Kiss 11 Horváth 7 Kiss 29 | Reporte Pts Reb Asts Val              | Estadísticas 17 Mohamed 7 Mohamed 2 Nady, Selaawi, Amr 21 Mohamed | Pabellón: Zimní stadion Klatovy Árbitros: Zdenko Zubak Nan Ye Sarty Nghixulifwa |  |

| 2 de julio | Japón                                                                            | 69–44                               | China                                                  | Plzeň                                                                                   |  |
| 15:45      | Parciales: 14-11, 17-8, 24-16, 14-9                                              | Parciales: 14-11, 17-8, 24-16, 14-9 | Parciales: 14-11, 17-8, 24-16, 14-9                    |                                                                                         |  |
|            | Estadísticas Nakada 18 Nishioka, Nakada 8 Mizuno, Nishioka, Endo Kato, Nakada 16 | Reporte Pts Reb Asts Val            | Estadísticas 11 M. Zang, Ha 8 L. Zhang 2 M. Zang 17 Ha | Pabellón: Aréna Slovany Árbitros: Juan Fernández Hamid Mohamed Markos Elias Michaelides |  |

| 2 de julio | República Checa                                                      | 61–57                                | Italia                                                 | Klatovy                                                                                  |  |
| 18:00      | Parciales: 16-24, 17-15, 12-14, 16-4                                 | Parciales: 16-24, 17-15, 12-14, 16-4 | Parciales: 16-24, 17-15, 12-14, 16-4                   |                                                                                          |  |
|            | Estadísticas Reisingerová 15 Reisingerová 9 Soukalová 5 Soukalová 20 | Reporte Pts Reb Asts Val             | Estadísticas 15 Santucci 7 Porcu 4 Ciavarella 14 Porcu | Pabellón: Zimní stadion Klatovy Árbitros: Borys Shulga Kate Unsworth Milosav Kaluđerović |  |

| 2 de julio | Eslovaquia                                                       | 42–47                               | Francia                                                    | Plzeň                                                                     |  |
| 18:00      | Parciales: 14-4, 11-16, 13-10, 4-17                              | Parciales: 14-4, 11-16, 13-10, 4-17 | Parciales: 14-4, 11-16, 13-10, 4-17                        |                                                                           |  |
|            | Estadísticas Remenarová 17 Remenarová 11 Stašová 3 Remenarová 21 | Reporte Pts Reb Asts Val            | Estadísticas 22 Bankole 13 Chartereau 2 Bankole 23 Bankole | Pabellón: Aréna Slovany Árbitros: David Romano Gentian Cici Viola Györgyi |  |

| 2 de julio | Corea del Sur                                           | 51–80                                | España                                                           | Klatovy                                                                           |  |
| 20:15      | Parciales: 11-15, 12-21, 8-18, 20-26                    | Parciales: 11-15, 12-21, 8-18, 20-26 | Parciales: 11-15, 12-21, 8-18, 20-26                             |                                                                                   |  |
|            | Estadísticas J. Park 15 J. Park 16 J. Park 3 J. Park 18 | Reporte Pts Reb Asts Val             | Estadísticas 22 Salvadores 11 Salvadores 7 Cazorla 24 Salvadores | Pabellón: Zimní stadion Klatovy Árbitros: Tiara Cruse Alice Lei Christian Wilmore |  |

| 2 de julio | México                                              | 35–91                              | Estados Unidos                                                 | Plzeň                                                                                |  |
| 20:15      | Parciales: 14-23, 7-36, 9-18, 5-14                  | Parciales: 14-23, 7-36, 9-18, 5-14 | Parciales: 14-23, 7-36, 9-18, 5-14                             |                                                                                      |  |
|            | Estadísticas Ortiz 12 Taylor 5 Rodríguez 3 Ortiz 10 | Reporte Pts Reb Asts Val           | Estadísticas 19 Ogunbowale 9 Samuelson 5 Ionescu 20 Ogunbowale | Pabellón: Aréna Slovany Árbitros: Maripier Malo Judith Hodelin Mendoza Andreia Silva |  |

### Cuadro por el 9.º-16.º lugar
|  | Partido 13.eɾ lugar | Partido 13.eɾ lugar |               |        | Semifinales 13.º-16.º | Semifinales 13.º-16.º |            |            | Cuartos de final 9.º-16.º | Cuartos de final 9.º-16.º |      |       | Semifinales 9.º-12.º | Semifinales 9.º-12.º |  |  | Partido 9.º lugar | Partido 9.º lugar |
|  |                     |                     |               |        |                       |                       |            |            |                           |                           |      |       |                      |                      |  |  |                   |                   |
|  |                     |                     |               |        |                       |                       |            |            | 4 de julio                |                           |      |       |                      |                      |  |  |                   |                   |
|  |                     |                     |               |        |                       |                       |            |            |                           |                           |      |       |                      |                      |  |  |                   |                   |
|  | 6 de julio          | 6 de julio          |               |        | 5 de julio            | 5 de julio            |            |            | Egipto                    | 51                        |      |       | 5 de julio           | 5 de julio           |  |  | 6 de julio        | 6 de julio        |
|  | 6 de julio          | 6 de julio          |               |        | 5 de julio            | 5 de julio            |            |            | Egipto                    | 51                        |      |       | 5 de julio           | 5 de julio           |  |  | 6 de julio        | 6 de julio        |
|  | 6 de julio          | 6 de julio          |               |        | 5 de julio            | 5 de julio            | China      | 68         |                           |                           |      |       | 5 de julio           | 5 de julio           |  |  | 6 de julio        | 6 de julio        |
|  | 6 de julio          | 6 de julio          |               | Egipto | 70                    |                       | China      | 68         |                           |                           |      | China | 44                   |                      |  |  | 6 de julio        | 6 de julio        |
|  | 6 de julio          | 6 de julio          | 4 de julio    | Egipto | 70                    |                       |            |            |                           |                           |      | China | 44                   |                      |  |  | 6 de julio        | 6 de julio        |
|  | 6 de julio          | 6 de julio          |               |        | México                | 76 (Pr.)              |            |            | Brasil                    | 48                        |      |       |                      |                      |  |  | 6 de julio        | 6 de julio        |
|  | 6 de julio          | 6 de julio          | Brasil        | 60     | México                | 76 (Pr.)              |            |            | Brasil                    | 48                        |      |       |                      |                      |  |  | 6 de julio        | 6 de julio        |
|  | 6 de julio          | 6 de julio          | Brasil        | 60     |                       |                       |            |            |                           |                           |      |       |                      |                      |  |  | 6 de julio        | 6 de julio        |
|  | 6 de julio          | 6 de julio          |               |        | México                | 44                    |            |            |                           |                           |      |       |                      |                      |  |  | 6 de julio        | 6 de julio        |
|  | México              | 52                  |               |        | México                | 44                    | Brasil     | 68         |                           |                           |      |       |                      |                      |  |  |                   |                   |
|  | México              | 52                  | 4 de julio    |        |                       |                       | Brasil     | 68         |                           |                           |      |       |                      |                      |  |  |                   |                   |
|  | Italia              | 64                  |               |        | Corea del Sur         | 63                    |            |            |                           |                           |      |       |                      |                      |  |  |                   |                   |
|  | Italia              | 64                  | Italia        | 44     | Corea del Sur         | 63                    |            |            |                           |                           |      |       |                      |                      |  |  |                   |                   |
|  |                     |                     | Italia        | 44     | 5 de julio            | 5 de julio            | 5 de julio | 5 de julio |                           |                           |      |       |                      |                      |  |  |                   |                   |
|  |                     |                     | Malí          | 46     | 5 de julio            | 5 de julio            | 5 de julio | 5 de julio |                           |                           |      |       |                      |                      |  |  |                   |                   |
|  | Partido 15.º lugar  | Partido 15.º lugar  | Malí          | 46     | Italia                | 57                    |            |            |                           |                           | Malí | 68    | Partido 11.º lugar   | Partido 11.º lugar   |  |  |                   |                   |
|  | Partido 15.º lugar  | Partido 15.º lugar  | 4 de julio    |        | Italia                | 57                    |            |            |                           |                           | Malí | 68    | Partido 11.º lugar   | Partido 11.º lugar   |  |  |                   |                   |
|  | 6 de julio          | 6 de julio          |               |        | Eslovaquia            | 38                    |            |            | Corea del Sur             | 76                        |      |       | 6 de julio           | 6 de julio           |  |  |                   |                   |
|  | Egipto              | 55                  | Corea del Sur | 55     | Eslovaquia            | 38                    | China      | 61         | Corea del Sur             | 76                        |      |       |                      |                      |  |  |                   |                   |
|  | Egipto              | 55                  | Corea del Sur | 55     |                       |                       | China      | 61         |                           |                           |      |       |                      |                      |  |  |                   |                   |
|  | Eslovaquia          | 63                  |               |        | Eslovaquia            | 40                    |            |            | Malí                      | 27                        |      |       |                      |                      |  |  |                   |                   |

#### Cuartos de final del 9.º–16.º lugar
| 4 de julio | Egipto                                                               | 51–68                                | China                                                      | Klatovy                                                                                          |  |
| 09:00      | Parciales: 9-14, 10-18, 16-17, 16-19                                 | Parciales: 9-14, 10-18, 16-17, 16-19 | Parciales: 9-14, 10-18, 16-17, 16-19                       |                                                                                                  |  |
|            | Estadísticas Selaawi 16 Mohamed 6 Elkousy, Amr, Mohamed 2 Mohamed 12 | Reporte Pts Reb Asts Val             | Estadísticas 15 L. Zhang 9 L. Zhang 5 L. Zhang 24 L. Zhang | Pabellón: Zimní stadion Klatovy Árbitros: Milosav Kaluđerović Judith Hodelin Mendoza Tiara Cruse |  |

| 4 de julio | Brasil                                                       | 60–44                                | México                                                                             | Klatovy                                                                            |  |
| 11:15      | Parciales: 16-6, 10-11, 17-12, 17-15                         | Parciales: 16-6, 10-11, 17-12, 17-15 | Parciales: 16-6, 10-11, 17-12, 17-15                                               |                                                                                    |  |
|            | Estadísticas Motta 17 de Carvalho 7 Alexandrino 3 Calixto 13 | Reporte Pts Reb Asts Val             | Estadísticas 11 Rodríguez 9 V. Mazzocco 2 Rivera, del Campo, Taylor 14 V. Mazzocco | Pabellón: Zimní stadion Klatovy Árbitros: David Romano Hamid Mohamed Viola Györgyi |  |

| 4 de julio | Italia                                                                | 44–46                             | Malí                                                                              | Klatovy                                                                               |  |
| 13:30      | Parciales: 14-7, 9-20, 14-7, 7-12                                     | Parciales: 14-7, 9-20, 14-7, 7-12 | Parciales: 14-7, 9-20, 14-7, 7-12                                                 |                                                                                       |  |
|            | Estadísticas Santucci 16 Costa, Cubaj 6 cinco jugadoras 1 Santucci 13 | Reporte Pts Reb Asts Val          | Estadísticas 25 N'Diaye 8 A. Coulibaly, M. Coulibaly 1 cinco jugadoras 11 Diakite | Pabellón: Zimní stadion Klatovy Árbitros: Aliaksandr Syrytsa Nan Ye Sarty Nghixulifwa |  |

| 4 de julio | Corea del Sur                                         | 55–40                               | Eslovaquia                                                                          | Klatovy                                                                                |  |
| 15:45      | Parciales: 16-8, 14-9, 10-13, 15-10                   | Parciales: 16-8, 14-9, 10-13, 15-10 | Parciales: 16-8, 14-9, 10-13, 15-10                                                 |                                                                                        |  |
|            | Estadísticas J. Park 19 J. Park 18 H. An 4 J. Park 31 | Reporte Pts Reb Asts Val            | Estadísticas 8 Horvátová 11 Blanarová 2 Kováčiková, Remenarová, Lelkes 13 Blanarová | Pabellón: Zimní stadion Klatovy Árbitros: Susana Gómez Ahmed Al-Bulushi Timoci Sailada |  |

#### Semifinales del 13.º–16.º lugar
| 5 de julio | Egipto                                             | 70–76 (Pr.)                                       | México                                                  | Klatovy                                                                              |  |
| 09:00      | Parciales:' 22-24, 13-15, 10-7, 18-17 (T.E.: 7-13  | Parciales:' 22-24, 13-15, 10-7, 18-17 (T.E.: 7-13 | Parciales:' 22-24, 13-15, 10-7, 18-17 (T.E.: 7-13       |                                                                                      |  |
|            | Estadísticas Selaawi 21 Hossam 10 Amr 5 Mohamed 16 | Reporte Pts Reb Asts Val                          | Estadísticas 11 Ramos 11 Ramos 3 Rodríguez 16 del Campo | Pabellón: Zimní stadion Klatovy Árbitros: Petros Papapetrou Nan Ye Christian Wilmore |  |

| 5 de julio | Italia                                                    | 57–38                              | Eslovaquia                                                      | Klatovy                                                                                                 |  |
| 11:15      | Parciales: 9-9, 16-12, 13-10, 19-7                        | Parciales: 9-9, 16-12, 13-10, 19-7 | Parciales: 9-9, 16-12, 13-10, 19-7                              | |  |
|            | Estadísticas Porcu 12 Costa 12 Porcu, Santucci 4 Porcu 16 | Reporte Pts Reb Asts Val           | Estadísticas 19Mištinová 12 Sedlaková 2 Kováčiková 16 Mištinová | Pabellón: Zimní stadion Klatovy Árbitros: Markos Elias Michaelides Hamid Mohamed Judith Hodelin Mendoza |  |

#### Semifinales del 9.º–12.º lugar
| 5 de julio | China                                                          | 44–48                               | Brasil                                                     | Klatovy |  |
| 13:30      | Parciales: 9-13, 15-10, 11-10, 9-15                            | Parciales: 9-13, 15-10, 11-10, 9-15 | Parciales: 9-13, 15-10, 11-10, 9-15                        | |  |
|            | Estadísticas H. Wang 12 Dilana 6 H. Wang, M. Zhang 3 H. Wang 8 | Reporte Pts Reb Asts Val            | Estadísticas 12 Motta 9 Alexandrino 5 Alexandrino 12 Motta | Pabellón: Zimní stadion Klatovy Árbitros: Maripier Malo Hortencia del Socorro Sánchez Carrizales Stanislav Kučera |  |

| 5 de julio | Malí                                                           | 67–76                                | Corea del Sur                                           | Klatovy                                                                       |  |
| 15:45      | Parciales: 12-7, 20-20, 16-27, 19-22                           | Parciales: 12-7, 20-20, 16-27, 19-22 | Parciales: 12-7, 20-20, 16-27, 19-22                    |                                                                               |  |
|            | Estadísticas N'Diaye 28 M. Coulibaly 15 S. Traoré 2 N'Diaye 16 | Reporte Pts Reb Asts Val             | Estadísticas 20 J. Park 15 J. Park 4 G. Park 22 J. Park | Pabellón: Zimní stadion Klatovy Árbitros: Ivor Matějek Alice Lei Gentian Cici |  |

#### Partido por el 15.º lugar
| 6 de julio | Egipto                                                 | 55–63                                | Eslovaquia                                                                             | Klatovy                                                                     |  |
| 09:00      | Parciales: 7-12, 14-14, 19-14, 15-23                   | Parciales: 7-12, 14-14, 19-14, 15-23 | Parciales: 7-12, 14-14, 19-14, 15-23                                                   |                                                                             |  |
|            | Estadísticas Selaawi 19 Mohamed 19 Hossam 4 Mohamed 20 | Reporte Pts Reb Asts Val             | Estadísticas 14 Remenarová, Lelkes 14 Remenarová 3 Remenarová, Sedlaková 19 Remenarová | Pabellón: Zimní stadion Klatovy Árbitros: Ivor Matějek Nan Ye Kate Unsworth |  |

#### Partido por el 13.eɾlugar
| 6 de julio | México                                                | 52–64                              | Italia                                                             | Klatovy                                                                                   |  |
| 11:15      | Parciales: 10-21, 23-8, 8-5, 11-30                    | Parciales: 10-21, 23-8, 8-5, 11-30 | Parciales: 10-21, 23-8, 8-5, 11-30                                 |                                                                                           |  |
|            | Estadísticas Ramos 10 Ramos 7 Pérez, Ramos 2 Ramos 11 | Reporte Pts Reb Asts Val           | Estadísticas 18 Santucci 6 Keys, Cubaj 2 Ciavarella, Cubaj 15 Keys | Pabellón: Zimní stadion Klatovy Árbitros: Stanislav Kučera Ahmed Al-Bulushi Andreia Silva |  |

#### Partido por el 11.º lugar
| 6 de julio | China                                                   | 61–27                              | Malí                                                                                   | Klatovy                                                                                  |  |
| 13:30      | Parciales: 12-4, 12-10, 14-6, 23-7                      | Parciales: 12-4, 12-10, 14-6, 23-7 | Parciales: 12-4, 12-10, 14-6, 23-7                                                     |                                                                                          |  |
|            | Estadísticas Z. Wang 17 Z. Wang 15 Z. Wang 5 Z. Wang 26 | Reporte Pts Reb Asts Val           | Estadísticas 8 M. Coulibaly 8 O. Dembele 1 N'Diaye, Diakite, A. Coulibaly 9 O. Dembele | Pabellón: Zimní stadion Klatovy Árbitros: Juan Fernández Viola Györgyi Sarty Nghixulifwa |  |

#### Partido por el 9.º lugar
| 6 de julio | Brasil                                                             | 68–63                                 | Corea del Sur                                                 | Klatovy                                                                                          |  |
| 15:45      | Parciales: 12-14, 19-13, 10-20, 27-16                              | Parciales: 12-14, 19-13, 10-20, 27-16 | Parciales: 12-14, 19-13, 10-20, 27-16                         |                                                                                                  |  |
|            | Estadísticas Carneiro 16 de Moura 12 Carneiro, de Moura 2 Motta 14 | Reporte Pts Reb Asts Val              | Estadísticas 19 J. Kim, J. Park 15 J. Park 5 H. An 24 J. Park | Pabellón: Zimní stadion Klatovy Árbitros: Milosav Kaluđerović Judith Hodelin Mendoza Tiara Cruse |  |

### Cuadro por el 5.º-8.º lugar
|  | Semifinales 5.º-8.º | Semifinales 5.º-8.º |           |        | Partido 5.º lugar | Partido 5.º lugar |  |
|  | 5 de julio          | 5 de julio          |           |        | 6 de julio        | 6 de julio        |  |
|  |                     |                     |           |        |                   |                   |  |
|  |                     |                     |           |        |                   |                   |  |
|  | Japón               | 45                  |           |        |                   |                   |  |
|  | Japón               | 45                  |           |        |                   |                   |  |
|  | Canadá              | 46                  |           |        |                   |                   |  |
|  | Canadá              | 46                  |           | Canadá | 39                |                   |  |
|  |                     |                     |           | Canadá | 39                |                   |  |
|  |                     |                     | Australia | 69     |                   |                   |  |
|  | Australia           | 65                  | Australia | 69     |                   |                   |  |
|  | Australia           | 65                  |           |        |                   |                   |  |
|  | Francia             | 48                  |           |        | Partido 7.º lugar | Partido 7.º lugar |  |
|  | Francia             | 48                  |           |        | Partido 7.º lugar | Partido 7.º lugar |  |
|  |                     |                     |           |        |                   |                   |  |
|  |                     |                     |           |        | Japón             | 65                |  |
|  |                     |                     |           |        | Japón             | 65                |  |
|  |                     |                     |           |        | Francia           | 60                |  |
|  |                     |                     |           |        | Francia           | 60                |  |
|  |                     |                     |           |        |                   |                   |  |

#### Semifinales del 5.º–8.º lugar
| 5 de julio | Japón                                                 | 45–46                               | Canadá                                                         | Plzeň                                                                               |  |
| 13:00      | Parciales: 8-8, 12-11, 12-14, 13-13                   | Parciales: 8-8, 12-11, 12-14, 13-13 | Parciales: 8-8, 12-11, 12-14, 13-13                            |                                                                                     |  |
|            | Estadísticas Nakada 14 Nishioka 13 Endo 3 Nishioka 21 | Reporte Pts Reb Asts Val            | Estadísticas 17 Brewer 9 Carleton 2 cuatro jugadoras 15 Brewer | Pabellón: Aréna Slovany Árbitros: Susana Gómez Ahmed Al-Bulushi Milosav Kaluđerović |  |

| 5 de julio | Australia                                                         | 65–48                                | Francia                                                         | Plzeň                                                                    |  |
| 15:15      | Parciales: 18-14, 16-5, 17-13, 14-16                              | Parciales: 18-14, 16-5, 17-13, 14-16 | Parciales: 18-14, 16-5, 17-13, 14-16                            |                                                                          |  |
|            | Estadísticas Bibby 14 Sharp 9 cuatro jugadoras 2 Tupaea, Bibby 16 | Reporte Pts Reb Asts Val             | Estadísticas 10 Berkani 6 Djaldi-Tabdi 4 Duchet 12 Djaldi-Tabdi | Pabellón: Aréna Slovany Árbitros: Tiara Cruse Zdenko Zubak Viola Györgyi |  |

#### Partido por el 7.º lugar
| 6 de julio | Japón                                         | 65–60                                 | Francia                                                        | Plzeň |  |
| 13:00      | Parciales: 18-10, 15-17, 10-17, 22-16         | Parciales: 18-10, 15-17, 10-17, 22-16 | Parciales: 18-10, 15-17, 10-17, 22-16                          | |  |
|            | Estadísticas Kato 18 Agaki 9 Agaki 4 Agaki 20 | Reporte Pts Reb Asts Val              | Estadísticas 16 Muzet 13 Djaldi-Tabdi 3 Duchet 19 Djaldi-Tabdi | Pabellón: Aréna Slovany Árbitros: Aliaksandr Syrytsa Hamid Mohamed Hortencia del Socorro Sánchez Carrizales |  |

#### Partido por el 5.º lugar
| 6 de julio | Canadá                                                         | 39–69                                | Australia                                               | Plzeň                                                                 |  |
| 15:15      | Parciales: 5-14, 12-17, 10-20, 12-18                           | Parciales: 5-14, 12-17, 10-20, 12-18 | Parciales: 5-14, 12-17, 10-20, 12-18                    |                                                                       |  |
|            | Estadísticas Carleton 11 van Leeuwen 7 Bailey 2 van Leeuwen 12 | Reporte Pts Reb Asts Val             | Estadísticas 10 Rocci, Maley 10 Maley 6 Tupaea 21 Rocci | Pabellón: Aréna Slovany Árbitros: David Romano Alice Lei Zdenko Zubak |  |

### Fase Final

#### Cuartos de final
| 4 de julio | Hungría                                               | 61–51                               | Japón                                        | Plzeň                                                                       |  |
| 13:00      | Parciales: 17-19, 18-7, 6-13, 20-12                   | Parciales: 17-19, 18-7, 6-13, 20-12 | Parciales: 17-19, 18-7, 6-13, 20-12          |                                                                             |  |
|            | Estadísticas Dubei 16 Kuttor 14 Dubei, Aho 4 Dubei 21 | Reporte Pts Reb Asts Val            | Estadísticas 19 Endo 7 Nakada 2 Endo 14 Endo | Pabellón: Aréna Slovany Árbitros: Juan Fernández Gentian Cici Andreia Silva |  |

| 4 de julio | Canadá                                                                          | 45–86                               | Estados Unidos                                       | Plzeň                                                                  |  |
| 15:15      | Parciales: 5-16, 9-25, 12-27, 19-18                                             | Parciales: 5-16, 9-25, 12-27, 19-18 | Parciales: 5-16, 9-25, 12-27, 19-18                  |                                                                        |  |
|            | Estadísticas Brewer, Gilles 9 van Leeuwen, Willock 6 Kirkpatrick 3 vn Leeuwen 9 | Reporte Pts Reb Asts Val            | Estadísticas 24 Holmes 8 Ogunbowale 4 Durr 25 Holmes | Pabellón: Aréna Slovany Árbitros: Zdenko Zubak Alice Lei Kate Unsworth |  |

| 4 de julio | República Checa                                                                           | 61–50                               | Australia                                                               | Plzeň |  |
| 18:00      | Parciales: 13-16, 12-9, 27-15, 9-10                                                       | Parciales: 13-16, 12-9, 27-15, 9-10 | Parciales: 13-16, 12-9, 27-15, 9-10                                     | |  |
|            | Estadísticas Šipová 20 Malečková, Šipová, Reisingerová 9 Malečková, Matusková 2 Šipová 20 | Reporte Pts Reb Asts Val            | Estadísticas 14 Tahlia Tupaea Tupaea 10 Sharp, Maley 3 Tupaea 13 Tupaea | Pabellón: Aréna Slovany Árbitros: Markos Elias Michaelides Hortencia del Socorro Sánchez Carrizales Maripier Malo |  |

| 4 de julio | España                                                             | 73–54                               | Francia                                                              | Plzeň                                                                              |  |
| 20:15      | Parciales: 19-21, 15-7, 19-9, 20-17                                | Parciales: 19-21, 15-7, 19-9, 20-17 | Parciales: 19-21, 15-7, 19-9, 20-17                                  |                                                                                    |  |
|            | Estadísticas Salvadores 18 Salvadores 8 Salvadores 5 Salvadores 22 | Reporte Pts Reb Asts Val            | Estadísticas 14 Bankole 7 Bankole, Djaldi-Tabdi 6 Berkani 14 Bankole | Pabellón: Aréna Slovany Árbitros: Borys Shulga Petros Papapetrou Christian Wilmore |  |

#### Semifinales
| 5 de julio | República Checa                                                      | 41–73                              | España                                                                       | Plzeň                                                                       |  |
| 18:00      | Parciales: 6-21, 9-19, 19-15, 7-18                                   | Parciales: 6-21, 9-19, 19-15, 7-18 | Parciales: 6-21, 9-19, 19-15, 7-18                                           |                                                                             |  |
|            | Estadísticas Šipová 10 Reisingerová 8 Reisingerová 4 Reisingerová 13 | Reporte Pts Reb Asts Val           | Estadísticas 13 Cazorla 8 I. López 3 Raventos, Junio, Salvadores 14 Raventos | Pabellón: Aréna Slovany Árbitros: Juan Fernández David Romano Andreia Silva |  |

| 5 de julio | Hungría                                                | 63–91                                 | Estados Unidos                                     | Plzeň                                                                                |  |
| 20:15      | Parciales: 26-32, 13-14, 12-23, 12-22                  | Parciales: 26-32, 13-14, 12-23, 12-22 | Parciales: 26-32, 13-14, 12-23, 12-22              |                                                                                      |  |
|            | Estadísticas Dubei 16 Kiss 9 Weninger 4 Dubei, Kiss 15 | Reporte Pts Reb Asts Val              | Estadísticas 25 Samuelson 14 Anigwe 6 Durr 24 Durr | Pabellón: Aréna Slovany Árbitros: Aliaksandr Syrytsa Kate Unsworth Sarty Nghixulifwa |  |

#### Partido por la medalla de bronce
| 1 de junio | Hungría                                       | 67–61                                 | República Checa                                                                      | Pilsen                                                                                    |  |
| 18:00      | Parciales: 13-25, 23-12, 15-11, 16-13         | Parciales: 13-25, 23-12, 15-11, 16-13 | Parciales: 13-25, 23-12, 15-11, 16-13                                                |                                                                                           |  |
|            | Estadísticas Kiss 21 Kiss 10 Studer 4 Kiss 25 | Reporte Pts Reb Asts Val              | Estadísticas 16 Holešínská 13 Reisingerová 3 Matusková, Reisingerová 13 Reisingerová | Pabellón: Aréna Slovany Árbitros: Markos Elias Michaelides Susana Gómez Christian Wilmore |  |

#### Final
| 1 de junio | Estados Unidos                           | 77–75                                 | España                                                   | Pilsen                                                                         |  |
| 20:15      | Parciales: 17-16, 19-15, 22-25, 19-19    | Parciales: 17-16, 19-15, 22-25, 19-19 | Parciales: 17-16, 19-15, 22-25, 19-19                    |                                                                                |  |
|            | Estadísticas Cox 20 Cox 12 Durr 4 Cox 34 | Reporte Pts Reb Asts Val              | Estadísticas 40 Salvadores 8 Junio 4 Junio 31 Salvadores | Pabellón: Aréna Slovany Árbitros: Petros Papapetrou Gentian Cici Maripier Malo |  |

| Bandera de Estados Unidos         |
| Campeón Estados Unidos 3.° título |

## Medallero
| España | Estados Unidos | Hungría |

## Clasificación final
| Pos.              | Equipo          | Balance |
| ----------------- | --------------- | ------- |
| Medalla de oro    | Estados Unidos  | 7 - 0   |
| Medalla de plata  | España          | 6 - 1   |
| Medalla de bronce | Hungría         | 6 - 1   |
| 4º                | República Checa | 4 - 3   |
| 5º                | Australia       | 6 - 1   |
| 6º                | Canadá          | 3 - 4   |
| 7º                | Japón           | 4 - 3   |
| 8º                | Francia         | 3 - 4   |
| 9º                | Brasil          | 5 - 2   |
| 10º               | Corea del Sur   | 2 - 5   |
| 11º               | China           | 3 - 4   |
| 12º               | Malí            | 1 - 6   |
| 13º               | Italia          | 3 - 4   |
| 14º               | México          | 1 - 6   |
| 15º               | Eslovaquia      | 2 - 5   |
| 16º               | Egipto          | 0 - 7   |

### Equipo ideal
- Mejor jugadora del campeonato —MVP—: Ángela Salvadores ( España) [1]

| Posición  | Nombre              | País           |
| --------- | ------------------- | -------------- |
| Escolta   | Ángela Salvadores   | España         |
| Alero     | Katie Lou Samuelson | Estados Unidos |
| Ala-pivot | Joyner Holmes       | Estados Unidos |
| Pivot     | Virág Kiss          | Hungría        |
| Escolta   | Debóra Dubei        | Hungría        |